# Route magistrale 38 (Serbie)
Pour les articles homonymes, voir M38 et Route 38.
La Route Magistrale 38 (en serbe : Државни пут ІВ реда број 38, Državni put IB reda broj 38 ; Магистрала број 38, Magistrala broj 38) est une route nationale de Serbie qui relie entre elles le village serbe de Makrešane près de Kruševac passant par les villes serbes de Kruševac et Blace jusqu'au village de Beloljin près de Prokuplje.
À ce jour, elle ne comporte aucune section autoroutière (Voie Rapide en 2 x 2 voies).